# Sieweczki
Sieweczki (Charadriinae) – podrodzina ptaków z rodziny sieweczkowatych (Charadriidae).

## Występowanie
Podrodzina obejmuje gatunki lądowe, zamieszkujące cały świat poza Antarktydą.

## Charakterystyka
Ptaki te charakteryzują się następującymi cechami:
- ptaki średniej wielkości
- stosunkowo długie nogi
- u niektórych gatunków występuje kontrastowe upierzenie z przewagą bieli i czerni
- krótki dziób
- w upierzeniu przeważają kolory żółto-brązowe z czarnymi deseniami.

## Systematyka
W wyniku badań przeprowadzonych w 2013 roku do podrodziny tej włączono czajki (Vanellinae). Do podrodziny należą następujące rodzaje:
- Oreopholus Jardine & Selby, 1835 – jedynym przedstawicielem jest Oreopholus ruficollis (Wagler, 1829) – mornelak
- Hoploxypterus Bonaparte, 1856 – jedynym przedstawicielem jest Hoploxypterus cayanus (Latham, 1790) – amazoniak
- Phegornis G.R. Gray, 1847 – jedynym przedstawicielem jest Phegornis mitchellii (Fraser, 1845) – puńczyk
- Zonibyx Reichenbach, 1853 – jedynym przedstawicielem jest Zonibyx modestus (M.H.C. Lichtenstein, 1823) – mornelnik
- Eudromias C.L. Brehm, 1830 – jedynym przedstawicielem jest Eudromias morinellus (Linnaeus, 1758) – mornel
- Charadrius Linnaeus, 1758
- Vanellus Brisson, 1760
- Erythrogonys Gould, 1838 – jedynym przedstawicielem jest Erythrogonys cinctus Gould, 1838 – czajeczka
- Peltohyas Sharpe, 1896 – jedynym przedstawicielem jest Peltohyas australis (Gould, 1841) – czajkówka
- Anarhynchus Quoy & Gaimard, 1830